# 金島総一郎
金島 総一郎（かなしま そういちろう、1986年12月5日 - ）は、岡山県出身のプロインラインスケート選手。愛称はそうくん（海外ではIchi）。

## 人物
10歳でインラインスケートを始め、2000年、13歳で日本チャンピオンとなりアメリカのラスベガスで行われた世界大会に出場し6位入賞、最年少で日本、世界アグレッシブインラインスケートプロ資格を取得。
プロ転身後、2018年までに全国大会14回優勝、世界大会9回優勝と合計23のタイトルを獲得。全国大会の Gold Style で5回、国際大会の X-Games Street で5回と歴代最多優勝記録を残している。
2010年にはアジア人史上初となる自身のモデルのインラインスケート SK.1 を当時所属していたVALO BRAND（現在はTHEM SKATESに所属）より発売。2016年、2017年にも同社より SK.2 Gray と SK.2 Black が発売されている。自身のモデルはインラインスケートだけにとどまらず、スケートの下部分のフレームやタイヤでも金島総一郎モデルをGround Control Frame 社とEulogy Wheel 社より発売している。
大学は吉備国際大学社会科学部スポーツ社会学科に在籍していた。

## 戦歴

### 国内戦
- 2000年 AJIA Championships 2000 Street 優勝（国内プロ資格取得）[5]
- 2000年 B-3 Session 2000 優勝
- 2000年 Jaspa Final 2000 Street 優勝
- 2001年 AJIA Championships 2001 Street 優勝
- 2001年 Core Extreme Summer Games 2001 Street 準優勝
- 2002年 AAIA Tour 2002 Tokyo Street 優勝
- 2002年 AAIA Final 2002 Street 3位入賞
- 2002年 AJIA Championships 2002 Pro Street 準優勝
- 2005年 NOTHING ELSE MATTER 6 Curve Expert 優勝
- 2005年 NOTHING ELSE MATTER 6 Kinkrail Section 3位入賞
- 2006年 Uraken 10 Street 優勝
- 2012年 Gold Style Contest 優勝
- 2013年 Gold Style Contest 準優勝
- 2014年 Gold Style Contest 優勝
- 2015年 Gold Style Contest 優勝
- 2016年 Gold Style Contest 優勝
- 2017年 Gold Style Contest 優勝
- 2017年 CHIMERA GRIND GAMES 優勝
- 2018年 Ride Out 2018 Grind種目 優勝

### 国際戦
- 2000年 ASA Amateur Championships USA 2000 Street 6位入賞（国際プロ資格取得)）
- 2000年 Junior X Games 2000 Street 準優勝
- 2000年 Junior X Games 2000 Vert Best Trick 優勝
- 2000年 X Games Asia 2000 Street 3位入賞
- 2003年 X Games Asia 2003 Park 4位入賞
- 2004年 X Games China 2004 Park 優勝
- 2004年 X Games Asia 2004 Park 優勝
- 2006年 X Game Asia Best Trick 3位入賞
- 2006年 X Game Asia Park 優勝
- 2006年 HOEDOWN 10th 4位入賞
- 2006年 LG World Championship 4位入賞
- 2007年 X Game Asia Park 優勝
- 2007年 HOEDOWN 11th 3位入賞
- 2007年 LG World Championship 9位
- 2008年 X Games Asia Park 3位入賞
- 2009年 X Games Asia Park 準優勝
- 2009年 Chuncheon World Contest Park 準優勝
- 2009年 Chuncheon World Contest High Air 準優勝
- 2009年 L.A. All Day Finals in Los Angels 優勝
- 2009年 Best Trick 優勝
- 2010年 Chaz sands invitational Holland 3位入賞
- 2010年 BitterColdShowDown Best Trick 5位入賞
- 2011年 X Games Asia Park 3位入賞
- 2012年 X Games Asia Park 準優勝
- 2013年 X Games Asia Park 優勝
- 2014年 X Games Asia Park 準優勝
- 2016年 Loskilde Festival Contest 3位入賞
- 2016年 Chuncheon World Contest 3位入賞
- 2016年 Blading Cup 3位入賞[6]
- 2018年 Winterclash ベストトリック賞受賞
- 2018年 A Town Stomp 準優勝
- 2018年 Boschi Pope Skate Off 優勝

## メディア出演

### TV
- NHK おかあさんといっしょ スペシャルステージ
- フジテレビ プレミアの巣窟
- TBS 世界くらべてみたら

### CM
- BIG JOHN - Complete Free

### PV
- 加藤ミリヤ プレゼンツ Future is Mine
- YAS - Go For It

### 舞台
- The Wizard of Bomb
- LDH EXILE PRIDE EXILE LIVE TOUR 2013（パフォーマーとして、全国5大ドームツアーに参加）
- NHK おかあさんといっしょ スペシャルステージ（パフォーマーとして、東京、大阪ドームツアーに参加）
- RIZE Live 2017
- CHIMERA GAMES VOL.3
- CHIMERA GAMES VOL.4
- CHIMERA GAMES VOL.5
- CHIMERA GAMES　VOL.6
- CHIMERA GAMES VOL.7